# Józef Fuśniak
Józef Fuśniak (ur. 10 maja 1922 w Warszawie, zm. 4 lipca 2017) – polski pilot wojskowy, żołnierz Polskich Sił Powietrznych w Wielkiej Brytanii,

## Życiorys

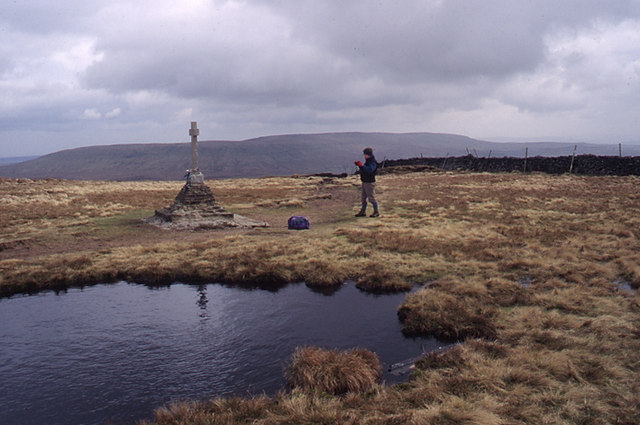
Pamiątkowy krzyż na Buckden Pike, upamiętniający katastrofę z 30 stycznia 1942 roku

W 1935 roku wstąpił do Korpusu Kadetów Nr 1 we Lwowie, a następnie został przeniesiony do Korpusu Kadetów Nr 2 w Rawiczu. W 1938 roku przeniósł się do Szkoły Podoficerów Lotnictwa dla Małoletnich, w ramach której ukończył kurs pilotażu szybowców. Wybuch II wojny światowej zastał go w Moderówce, gdzie odbywał szkolenie na samolotach RWD-8. Stamtąd został ewakuowany na przedmoście rumuńskie, a następnie do Rumunii, gdzie internowano go w obozie w Slatinie. Po ucieczce z obozu, w listopadzie 1939 roku poprzez Maltę dostał się do Francji.
We Francji został skierowany do bazy lotniczej Lyon-Bron, skąd następnie - w lutym 1940 roku - udał się do Wielkiej Brytanii. Wstąpił do Polskich Sił Powietrznych, otrzymał numer służbowy RAF 780945. Tam skierowano go do Centrum Lotnictwa Polskiego w bazie RAF Eastchurch na wyspie Sheppey, a następnie do baz w Manstone i Bramcote (18 Operational Training Unit). W 1941 roku ukończył kurs pilotażu wstępnego i został skierowany na dalsze szkolenie, podczas którego zachorował na grypę. W związku ze stanem zdrowia zrezygnował z dalszego szkolenia w zakresie pilotażu i ukończył kurs strzelecki, po którym został ponowie skierowany do jednostki w Bramcote. Podczas szkolenia brał udział w katastrofie lotniczek samolotu Vickers Wellington, jaka miała miejsce podczas lotu treningowego w dniu 30 stycznia 1942 roku na wzgórzu Buckden Pike w hrabstwie Yorkshire. Był jednym, który ocalał z sześcioosobowej załogi. Pomimo złamanej w katastrofie nogi, próbował ratować innego rannego członka załogi, sierżanta Jana Sadowskiego, niestety nieskutecznie. Za ten czyn został odznaczony Medalem Imperium Brytyjskiego.
Po rekonwalescencji powrócił do służby w 18 OTU i został przydzielony do nowej załogi pod dowództwem por. Bolesława Peszkowskiego. Brał udział w "nalocie tysiąca bombowców" na Bremę w nocy 3/4 czerwca 1942 roku. Po zakończeniu szkolenia załoga została przydzielona do 301 dywizjonu bombowego Ziemi Pomorskiej. Podczas pierwszego lotu bojowego, w nocy 21/22 lipca 1942 jego samolot został zestrzelony nad Duisburgiem, a Józef Fuśniak ocalał jako jedyny z załogi. Po wylądowaniu na spadochronie, pomimo ran podjął próbę przedostania się do granicy holenderskiej, został jednak aresztowany i osadzony w obozie jenieckim Dulag Luft w Oberursel, skąd przewieziono go do Stalagu VIII B w Łambinowicach. Tam zgłosił się do pracy w kopalniach, upatrując w tym szansy na ucieczkę. Próby ucieczek podejmował dwa razy, za każdym razem jednak był łapany i odstawiany z powrotem do Łambinowic. Ostatecznie, w lutym 1945 roku został wraz z częścią więźniów ewakuowany na zachód. W dniu 16 kwietnia 1945 roku został w miejscowości Ditfurt uwolniony przez wojska amerykańskie.
Po uwolnieniu został odesłany do Anglii, gdzie powrócił do służby w lotnictwie. Ostatecznie zdemobilizowany został w 1948 roku, kończąc służbę w stopniu sierżanta oraz angielskiego Warrant Officera. Pracował przy projektowaniu elektrowni parowych, wodnych i atomowych, uzyskując w 1960 roku tytuł inżyniera mechanika. W 1969 roku został członkiem brytyjskiego Związku Inżynierów Mechaników. W 1973 roku, dzięki jego staraniom na Buckden Pike wzniesiono pomnik, upamiętniający poległych w katastrofie polskich lotników. Mieszkał w Bexleyheath.